# Florencio Caffaratti
Florencio Caffaratti Chisalvo (Santa Fe, 3 maggio 1919 – Toluca, 15 settembre 2001) è stato un allenatore di calcio e calciatore argentino, di ruolo attaccante e centrocampista.

## Caratteristiche tecniche
Giocava sia come attaccante (in Argentina e in Messico ricoprì tale ruolo) che come centrocampista, posizione in cui fu impiegato in Spagna. In attacco era spesso usato come interno destro e come centravanti.

## Carriera

### Club
Caffaratti esordì in Primera División argentina nella stagione 1937; in tre annate, scese in campo 49 volte e segnò 41 gol. Le sue prestazioni gli garantirono il trasferimento al River Plate, dove giocò 14 gare della Primera División 1939. Nel 1940 passò al Banfield, neopromosso dalla seconda divisione. Dopo aver disputato quattro campionati (1940, 1941, 1942 e 1943) lasciò il Paese natìo per il Messico, firmando un contratto per l'América di Città del Messico; con tale divisa debuttò il 5 dicembre 1943 contro il Veracruz. Con la formazione messicana giocò fino al 1947, e segnò un totale di 49 reti. Fu poi acquistato dal Barcellona, che lo portò al calcio europeo: alla sua prima stagione in Spagna fu impiegato in 6 partite, e realizzò 6 gol. Nel campionato 1948-1949 trovò maggior spazio, e con la casacca dei catalani raccolse 9 presenze, segnando una rete. Lasciato il Barcellona passò al Real Club España, tornando quindi in Messico; l'ultima sua squadra fu il San Sebastián, sempre in Messico.

## Palmarès

### Club

#### Competizioni nazionali
- Campionato spagnolo: 2

Barcellona: 1947-1948, 1948-1949
- Coppa Eva Duarte: 1

Barcellona: 1947-1948
- Coppa Latina: 1

Barcellona: 1949